# Prosopis cineraria
Prosopis cineraria és una espècie del gènere Prosopis i la seva espècie tipus. És nativa de les parts àrides del subcontinent indi incloen Afghanistan, Iran, Índia, Oman, Pakistan, Aràbia i Iemen. S'ha introduIt a altres llocs d'Àsia.
És l'arbre estatal del Rajasthan i dels Emirats Units. A Bahrain hi ha un exemplar de 400 anys en un desert.

## Descripció

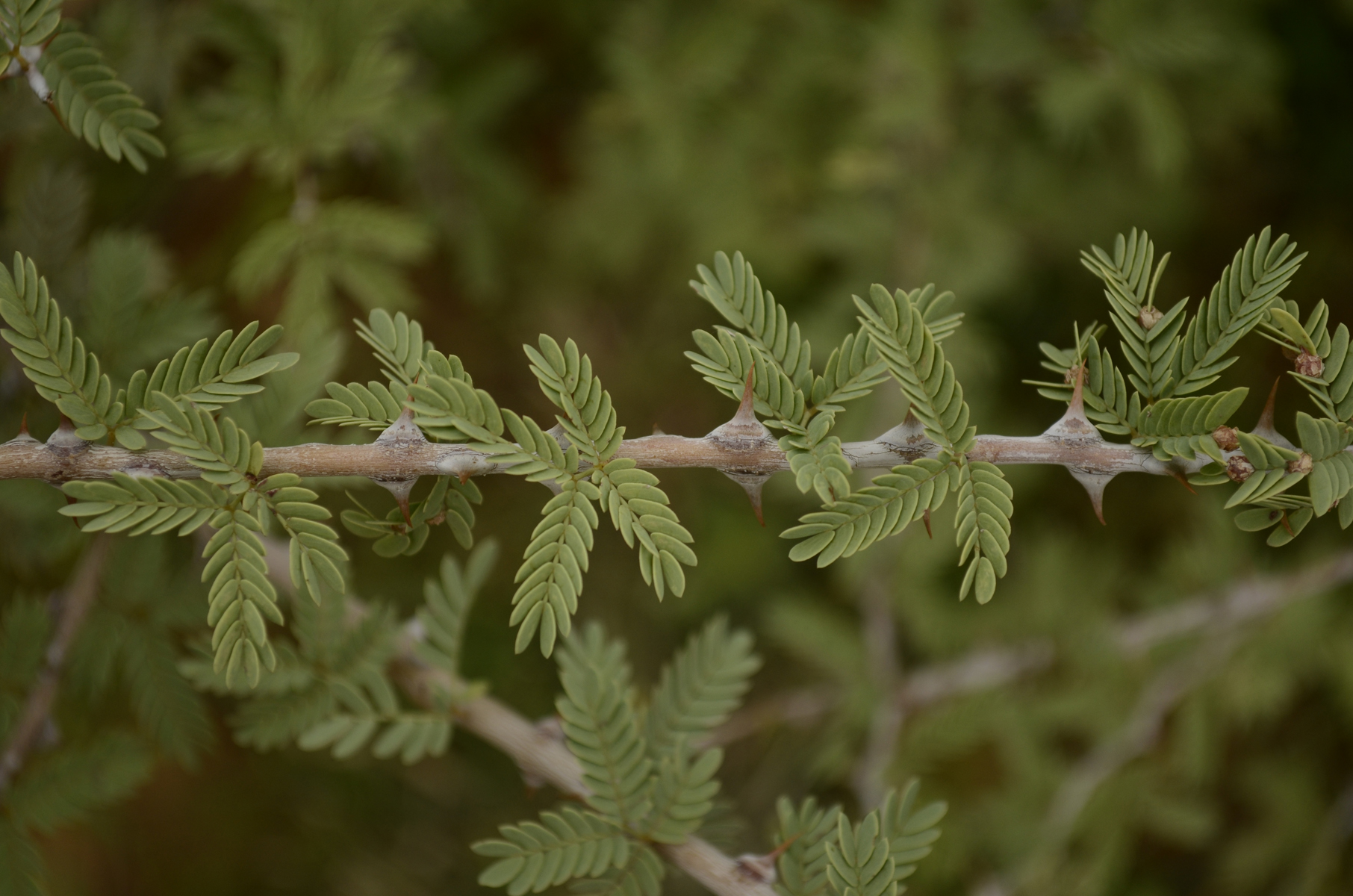
Branca de Prosopis cineraria

P. cineraria és un arbret que fa de 3 a 5 m d'alt. Les fulles són bipinnades, amb 7 – 14 folíols a cada 1 – 3 pinnae. Les branques són espinoses en els entrenusos. Les flors són menudes i de color groc-crema i les llavors estan en tavelles. Encara que pot créixer en llocs de molta aridesa amb una pluviometria de tan sols 150 litres, la seva presència indica que la capa freàtica és pregona. Com altres Prosopis spp., P. cineraria té alta tolerància a ambients molt alcalins i salins.

## Usos
La fusta de P. cineraria és un bon combustible i dona un bon carbó vegetal. Les fulles i tavelles són un bon farratge. És una planta que fa la fixació del nitrogen